# Ignacio Francisco Ibañez Sagardoy
Iñaki Ibañez Sagardoy (Pamplona, 7 de maig de 1964) és un exfutbolista i entrenador navarrès. Com a jugador ocupava la posició de migcampista.

## Trajectòria
Després de despuntar a l'Oberena, el 1981 s'incorpora a les categories inferiors del CA Osasuna. El 1984 debuta amb el primer equip, i ja juga fins a 21 partits eixa campanya. A partir d'ací, Ibañez seria titular a l'onze osasunista durant la segona meitat de la dècada dels 80, tret d'una davallada a la 88/89. La temporada 91/92 perd eixa titularitat, tot i que continua apareixent amb freqüència.
Entre 1992 i 1994 milita al València CF, on juga 34 partits en total. L'estiu de 1994 retorna a l'Osasuna, que ara militava en Segona Divisió. Eixe 94/95 disputa fins a 25 partits, per a passar la següent campanya en blanc. Es retiraria el 1996, després de 244 partits de lliga com osasunista i 253 en primera divisió.
Després de la seua retirada, ha entrenat a diversos equips menors de Navarra, com la Universidad o l'Oberena. També ha format part de l'equip tècnic del CA Osasuna.
Ibañez ha estat internacional sub-21 amb la selecció espanyola en diverses ocasions, proclamant-se campió d'Europa en 1985.